# Adipoquina
Las adipocinas o adipoquinas (del griego adipo-, grasa; y -kinos, movimiento) son una serie de moléculas de señalización celular (citocinas) secretadas por el tejido adiposo. La primera adipocina descubierta fue la leptina. Desde entonces, se han descrito decenas de ellas.

## Fisiología
Las adipocinas son un grupo de moléculas bioactivas que juegan un papel decisivo en el desarrollo de la inflamación y la resistencia a la insulina asociadas a la obesidad. El desequilibrio en las cantidades de adipocinas secretadas por el tejido adiposo que ocurre durante la obesidad y el sobrepeso se ha relacionado con la patogénesis de diversas enfermedades debido a la alteración que causa en la respuesta inmune. De hecho, se conocen ya determinados cambios en sus patrones de expresión relacionados específicamente con la diabetes tipo 2 y las enfermedades cardiovasculares.
El tejido adiposo regula de forma dinámica y de forma endocrina, paracrina y autocrina la función de órganos tan diversos como el hipotálamo, el páncreas, el hígado, el músculo, los riñones, el endotelio o el sistema inmunitario. En todos los casos, la adipocina del tejido adiposo debe unirse a los receptores de membrana localizados en las células del tejido diana.

## Principales adipocinas
De todas ellas, se considera que las principales son:
- Leptina: controla el apetito a través del sistema nervioso central.
- Adiponectina: tiene efectos antiinflamatorios y aumenta la sensibilidad a la insulina.
- Resistina: promueve la resistencia a la insulina y la inflamación.[5]
- Apelina.
- Chemerina.
- Interleuquina 6 (IL-6): producida además por el hígado y el músculo.
- Proteína quimiotáctica de monocitos 1 (MCP-1): atrae a los monocitos.
- Inhibidor del activador del plasminógeno-1 (PAI-1).
- Proteína transportadora de retinol tipo 4 (RBP4): implicado en la resistencia a la insulina.
- Factor de necrosis tumoral alfa (TNFα): proinflamatoria y antagonista de la señalización de la insulina.
- Visfatina.
- Omentina.
- Vaspina (SERPINA12).
- Progranulina.
- CTRP-4.
- Angiopoyetina 1 y 2 (ANG1 y ANG2): afectan la angiogénesis y la función vascular.[8]

Se han asociado con la obesidad y el sobrepeso otra serie de moléculas secretadas también por el tejido adiposo como son las interleucinas 8 (IL-8) y 10 (IL-10), el interferón gamma (IFN-γ) y la proteína inducible 10 (IP-10 o CXCL10).